# Victim of Love (canción de Erasure)
«Victim Of Love» es el sexto disco sencillo publicado del grupo inglés de música electrónica Erasure, lanzado en 1987.
Victim Of Love es una canción compuesta por Vince Clarke y Andy Bell.

## Descripción
Victim of Love fue el tercer sencillo del álbum The Circus y el primero en editarse tras la salida del mismo. Este sencillo fue un éxito al colocarse en el puesto 7 en el ranking británico y el número 26 en Alemania.

## Lista de temas
| CD Sencillo (CDMUTE61) / (INT 826.776) 1. «Safety In Numbers» (Live) 1:26 2. «Victim Of Love» 3:24 3. «The Soldier's Return» (The Return Of The Radical Radcliffe Mix) 5:00 4. «Victim Of Love» (Dub Mix) 3:29 5. «Don't Dance» (Live) 3:53 6. «Leave Me To Bleed» (Live) 3:42 CD Sencillo (Special Edition) (CDMUTE61) / (INT 826.867) 1. «Safety In Numbers» (Live) 1:26 2. «Victim Of Love» 3:24 3. «The Soldier's Return» (The Return Of The Radical Radcliffe Mix) 5:00 4. «Victim Of Love» (Dub Mix) 3:29 5. «Don't Dance» (Live) 3:53 6. «Leave Me To Bleed» (Live) 3:42 | 12" Vinilo Sencillo (12MUTE61) / (INT 126.865) - A1 «Victim Of Love» (Extended Mix) 6:59 - B1 «The Soldier's Return» (The Return Of The Radical Radcliffe Mix) 5:00 - B2 «Victim Of Love» (Dub Mix) 3:29 12" Vinilo Sencillo (L12MUTE61) / (INT 126.867) - A1 «Victim Of Love» (Vixen Vitesse Mix) 5:42 - B1 «The Soldier's Return» (The Machinery Mix) 4:16 - B2 «If I Could» (Japanese Mix) 3:40 12" Vinilo Sencillo (Sire 20740-0) - A1 «Victim Of Love» (Vixen Vitesse Mix) 5:42 - B1 «The Soldier's Return» (The Return Of The Radical Radcliffe Mix) 5:00 - B2 «Victim Of Love» (Extended Mix) 6:59 - B2 «Victim Of Love» (Dub Mix) 3:29 7" Vinilo Sencillo (MUTE61) / (INT 111.849) / (Sire 7-28238) - A «Victim Of Love» (Sencillo Mix) 3:38 - B «The Soldier's Return» 3:05 |

## Créditos
The Soldier's Return fue el lado B estándar de este sencillo.

La versión en estudio de Safety In Numbers aparece en el álbum The Circus, sin mencionarse, sobre el final de la canción Spiralling.

Todos los temas fueron compuestos por (Clarke/Bell).

## Video
El video musical, dirigido por Peter Scammell, muestra a Andy Bell cantando y Vince Clarke -guitarra acústica en mano- bailando, intercalando imágenes de presentaciones en vivo.

## Datos adicionales
La introducción de Victim of Love simula público, como si estuviera tocada en vivo. Desde un principio se convirtió en un tema así infaltable en los shows en vivo.

The Soldier's Return presenta la particularidad de tener el ritmo y la instrumentación de una marcha militar.